# Hamburgreglerna
Hamburgreglerna är FN:s internationella konvention om sjötransport av gods av 1978. Hamburgreglerna har inte godkänts av någon betydande sjöfartsnation (inklusive de nordiska länderna, Tyskland, Frankrike, Stor-Britannien och USA). Konventionen är dock ikraft i och med att bland annat ett flertal afrikanska stater samt vissa forna sovjetstater (dock inte Ryssland) godkänt konventionen. Konventionen hade som mål att ersätta Haagreglerna.